# Marugame
Marugame (japanska: 丸亀市?, Marugame-shi) är en stad i Japan. Den är belägen i prefekturen Kagawa på ön Shikoku.
Staden fick stadsrättigheter 1899.